# 탄량더
탄량더(중국어 간체자: 谭良德, 정체자: 譚良德, 병음: Tán Liángdé, 한자음: 담량덕, 1965년 7월 14일 ~ )는 중화인민공화국의 다이빙 선수이다. 1984년부터 1992년까지 올림픽에서 세 대회 연속으로 은메달 3개를 획득했다.
그는 1988년 하계 올림픽에서 은메달을 획득한 다이빙 선수인 리칭과 결혼했으며, 지도자로도 활약하여 후자와 왕신 등의 후배 선수들을 양성했다.